# 大曲市
大曲市（おおまがりし）は、秋田県に存在していた市である。2005年（平成17年）に周辺の町村と合併して大仙市となった。

## 地理
- 山:大平山（姫神山）
- 河川:雄物川、丸子川、玉川

## 歴史
秋田藩士石井忠行による『伊頭園茶話』に「享保十五年（1730年）に大麻刈を大曲に改めた」と記されている。
- 1889年（明治22年）4月1日 - 町村制施行に伴い仙北郡大曲村・花館村・内小友村・大川西根村・藤木村・四ツ屋村，平鹿郡角間川村が成立。
- 1891年（明治24年）7月9日 - 大曲村が町制施行し大曲町となる。
- 1896年（明治29年）9月30日 - 角間川村が町制施行し角間川町となる。
- 1947年（昭和22年）8月1日 - 集中豪雨による水害[2]。同年8月14日、昭和天皇の戦後巡幸の際には、天皇から町長に激励の「お言葉」があった[3]。
- 1954年（昭和29年）5月3日 - 仙北郡大曲町・花館村・内小友村・大川西根村・藤木村・四ツ屋村が合併し大曲市となる。
- 1955年（昭和30年）4月1日 - 平鹿郡角間川町を編入。
- 2005年（平成17年）3月22日 - 仙北郡神岡町・西仙北町・中仙町・協和町・南外村・仙北町・太田町との合併により大仙市が発足し消滅。大仙市大曲となった。

## 行政

### 歴代市長
特記なき場合『日本の歴代市長 : 市制施行百年の歩み』などによる。
| 代 | 氏名           | 就任                       | 退任                       | 備考         |
| -- | -------------- | -------------------------- | -------------------------- | ------------ |
| 1  | 福原定吉       | 1954年（昭和29年）5月22日  | 1957年（昭和32年）8月7日   | 辞職         |
| 2  | 板谷五郎左衛門 | 1957年（昭和32年）8月22日  | 1967年（昭和42年）5月13日  |              |
| 3  | 最上源之助     | 1967年（昭和42年）6月24日  | 1979年（昭和54年）9月2日   | 在任中に死去 |
| 4  | 伊藤功         | 1979年（昭和54年）10月21日 | 1987年（昭和62年）10月20日 |              |
| 5  | 高橋司         | 1987年（昭和62年）10月21日 | 2003年（平成15年）10月20日 |              |
| 6  | 栗林次美       | 2003年（平成15年）10月21日 | 2005年（平成17年）3月21日  | 廃止         |

## 教育

### 高等学校
- 秋田県立
  - 大曲高等学校
  - 大曲工業高等学校
  - 大曲農業高等学校
- 私立
  - 秋田修英高等学校

### 中学校
- 大曲市立
  - 大曲中学校
  - 大曲西中学校
  - 大曲南中学校

### 小学校
- 大曲市立
  - 大曲小学校
  - 東大曲小学校
  - 花館小学校
  - 内小友小学校
  - 大川西根小学校
  - 藤木小学校
  - 四ツ屋小学校
  - 角間川小学校

### 幼稚園
- 大曲市立
  - 大曲南幼稚園
  - 大曲北幼稚園

### 保育園
- 私立
  - 内小友保育園
  - 大川西根保育園
  - 藤木保育園
  - 大曲南保育園
  - 大曲中央保育園
  - はなだて保育園
  - 四ツ屋保育園
  - 大曲乳児保育園
  - 大曲東保育園
  - 大曲北保育園
  - 角間川保育園
  - 高畑保育園

### 特別支援学校
- 秋田県立大曲養護学校（現・秋田県立大曲支援学校）

## 交通

### 鉄道
- 東日本旅客鉄道（JR東日本）
  - 秋田新幹線：大曲駅
  - 奥羽本線：大曲駅
  - 田沢湖線：大曲駅 - 北大曲駅 - 羽後四ツ屋駅

### 道路
- 高速自動車国道
  - 秋田自動車道：大曲インターチェンジ
- 一般国道
  - 国道13号
  - 国道105号

## 観光
- 全国花火競技大会（8月下旬）
  - 毎年8月第4土曜日には70万人前後の観光客が国内外から押寄せる。河川の増水の影響が出ない限り雨天決行する。

## 出身有名人
- 根本龍太郎 - 政治家
- 御法川信英 - 政治家
- 福原定吉 - 政治家。初代市長
- 寺田典城 - 秋田県知事
- 小池一夫 - 漫画原作者
- 藤井帰一郎 - 教育者
- 三森英逸（郷土史家）
- 荒井献（新約聖書学者）
- 棟方宏一 - 元テレビ朝日アナウンサー
- 竹内幸輔 - 声優、元お笑い芸人（あばれヌンチャク）
- 高橋和孝 - 「ポポロ通信」元編集長
- 大黒富治 - 歌人
- 柴田安子 - 画家
- 高橋義政 - 元宮内庁官僚
- 大戸嵜岩枩 - 力士
- 川村琢 - 農業経済学者
- 高群佐知子 - 将棋女流棋士
- 須田祐介 - 俳優・声優
- 佐藤和豊 - 編曲家
- 有明葵衣 - 元バスケットボール選手[5]

### ゆかりのある著名人
- 藤井玄淵（龍角散の創始者。六郷に住み、大曲にも長く住していた）[6]
- 藤井玄信（秋田藩の医者）
- 藤井正亭治（佐竹義堯の御典医）、大曲と江戸とを行き来する生活であったという[7]
- 藤井得三郎（正亭治の子）、今の秋田県大曲の出身[8]で、族籍は東京府平民[9]。
- 矢吹奈子（元HKT48） - 母親が本市出身

### 架空の人物
- 野原ひろし - 野原しんのすけの父
- 大曲ハナビ - 新幹線変形ロボ シンカリオンZの登場人物